# Tommy Svensson
Leif Tommy Svensson (* 4. März 1945 in Växjö) ist ein schwedischer Fußballspieler und Trainer. Er war schwedischer Nationaltrainer von 1991 bis 1997.
Tommy Svensson wurde schwedischer Meister mit seinem Heimatverein Östers IF aus Växjö 1968. Er spielte im Ausland für den belgischen Verein Standard Lüttich. 1969 wurde er zum „Fußballer des Jahres“ („Guldbollen“) gewählt. Als Nationaltrainer feierte er einen der größten Erfolgen in der schwedischen Fußball-Geschichte 1994, als Schweden sensationell WM-Dritter wurde.